# Färöische Fußballmeisterschaft 1943
Die Färöische Fußballmeisterschaft 1943 war die zweite Austragung in der färöischen Meistaradeildin. Gespielt wurde im K.-o.-System, regional zum Teil auch im Ligamodus. Der Meister wurde in zwei Endspielen, welche TB Tvøroyri zum ersten Mal für sich entscheiden konnte, ermittelt. Titelverteidiger KÍ Klaksvík schied im Halbfinale aus. Es war die Meisterschaft mit den meisten teilnehmenden Mannschaften.

## Modus
Es wurden zunächst vier Regionalqualifikationen (Eystan, Vestan, Midja und Suðuroy) ausgetragen. Die Modi in den einzelnen Regionen waren sehr unterschiedlich. Während in Eystan drei Mannschaften im Ligamodus den Halbfinalteilnehmer ermittelten, wurden in Midja und Suðuroy die Teilnehmer im K.-o.-System ermittelt. In Midja gab es nur ein Qualifikationsspiel zwischen den beiden dortigen Bewerbern. In Vestan fanden keine Qualifikationsspiele statt, da es hier nur einen Teilnehmer gab, der entsprechend direkt für das Halbfinale qualifiziert war.
Die umfangreichste Qualifikation gab es in Suðuroy. Dort spielten sechs Mannschaften in drei Runden (Vorrunde, regionales Halbfinale, Regionalfinale) den Halbfinalteilnehmer aus.
Die Sieger der vier Regionalqualifikationen spielten dann in zwei Halbfinalpartien und dem Finale den Meister aus.

## Teilnehmer
Insgesamt beteiligten sich zwölf Mannschaften aus vier Regionen, so viel wie bei keiner anderen färöischen Meisterschaft.
Im Gegensatz zur Meisterschaft 1942 nahmen Royn Hvalba, SÍF Sandavágur und SVB Sandvík diesmal nicht teil.
Mannschaften, die erstmals teilnahmen, sind fettgeschrieben.
| Region  | Deutsch | Vereine                                                                 |
| ------- | ------- | ----------------------------------------------------------------------- |
| Eystan  | Osten   | EB Eiði, KÍ Klaksvík, HB Tórshavn                                       |
| Midja   | Mitte   | Bóltfelagið Sandur, B36 Tórshavn                                        |
| Vestan  | Westen  | MB Miðvágur                                                             |
| Suðuroy | Suðuroy | FB Fámjin, SÍ Sumba, TGB Trongisvágur, TB Tvøroyri, VB Vágur, ØB Øravík |

## Übersicht
Fett geschrieben die Siegermannschaften der jeweiligen Runde.
| Vorrunde | Vorrunde           | Vorrunde | Vorrunde | Vorrunde |             |   | Regionales Halbfinale | Regionales Halbfinale | Regionales Halbfinale |   |  | Regionalfinale | Regionalfinale |  |              | Halbfinale | Halbfinale |  |             | Finale | Finale | Finale |
|          |                    |          |          |          |             |   |                       |                       |                       |   |  |                |                |  |              |            |            |  |             |        |        |        |
| Pl       | Mannschaft         | Sp       | Q        | P        |             |   |                       |                       |                       |   |  |                |                |  |              |            |            |  |             |        |        |        |
| 1        | KÍ Klaksvík 1      | 4        | 2,67     | 7:1      |             |   |                       |                       |                       |   |  |                |                |  |              |            |            |  |             |        |        |        |
| 2        | HB Tórshavn        | 4        | 1,57     | 5:3      |             |   |                       |                       |                       |   |  |                |                |  |              |            |            |  |             |        |        |        |
| 3        | EB Eiði            | 4        | 0,30     | 0:8      |             |   |                       |                       |                       |   |  |                |                |  | MB Miðvágur  | 3          |            |  |             |        |        |        |
|          |                    |          |          |          |             |   |                       |                       |                       |   |  |                |                |  | KÍ Klaksvík  | 1          |            |  |             |        |        |        |
|          | { MB Miðvágur 2    |          |          |          |             |   |                       |                       |                       |   |  |                |                |  |              |            |            |  |             |        |        |        |
|          |                    |          |          |          |             |   |                       |                       |                       |   |  |                |                |  |              |            |            |  |             |        |        |        |
|          | ØB Øravík          | 2        | 3        |          |             |   | SÍ Sumba              | w/o 3                 | w/o 3                 |   |  |                |                |  |              |            |            |  | TB Tvøroyri | 2      | 1      |        |
|          | FB Fámjin          | 0        | 1        |          |             |   | ØB Øravík             |                       |                       |   |  |                |                |  |              |            |            |  | MB Miðvágur | 2      | 0      |        |
|          |                    |          |          |          |             |   |                       |                       | TB Tvøroyri           | 7 |  |                |                |  |              |            |            |  |             |        |        |        |
|          |                    |          |          |          |             |   |                       |                       | SÍ Sumba              | 0 |  |                |                |  |              |            |            |  |             |        |        |        |
|          | SÍ Sumba           | 0        | w/o 3    |          | TB Tvøroyri | 3 | 2                     |                       |                       |   |  | TB Tvøroyri    | 5              |  |              |            |            |  |             |        |        |        |
|          | VB Vágur           | 3        |          |          |             |   | TGB Trongisvágur      | 1                     | 1                     |   |  |                |                |  | B36 Tórshavn | 2          |            |  |             |        |        |        |
|          |                    |          |          |          |             |   |                       |                       |                       |   |  |                |                |  |              |            |            |  |             |        |        |        |
|          | Bóltfelagið Sandur | 1        | 1        |          |             |   |                       |                       |                       |   |  |                |                |  |              |            |            |  |             |        |        |        |
|          | B36 Tórshavn       | 6        | 6        |          |             |   |                       |                       |                       |   |  |                |                |  |              |            |            |  |             |        |        |        |

## Spiele

### Eystan
| Pl. | Verein          | Sp. | S | U | N | Tore    | Quote | Punkte |
| --- | --------------- | --- | - | - | - | ------- | ----- | ------ |
| 1.  | KÍ Klaksvík (M) | 4   | 3 | 1 | 0 | 016:600 | 2,67  | 07:10  |
| 2.  | HB Tórshavn     | 4   | 2 | 1 | 1 | 011:700 | 1,57  | 05:30  |
| 3.  | EB Eiði         | 4   | 0 | 0 | 4 | 006:200 | 0,30  | 0:80   |

| (M) | Meister des Vorjahrs |

|             | KÍ  | HB  | EB  |
| ----------- | --- | --- | --- |
| KÍ Klaksvík |     | 1:1 | 7:0 |
| HB Tórshavn | 2:3 |     | 3:2 |
| EB Eiði     | 3:5 | 1:5 |     |

### Midja
Vorrunde
|                    | Ergebnis |              |
| ------------------ | -------- | ------------ |
| Bóltfelagið Sandur | 1:6      | B36 Tórshavn |

B36 Tórshavn qualifizierte sich für das Halbfinale.

### Vestan
MB Miðvágur qualifizierte sich als einziger Teilnehmer automatisch für das Halbfinale.

### Suðuroy
Vorrunde
|           | Gesamt |           | Hinspiel | Rückspiel |
| --------- | ------ | --------- | -------- | --------- |
| ØB Øravík | 5:1    | FB Fámjin | 2:0      | 3:1       |
| SÍ Sumba  | 0:3    | VB Vágur  | 0:3      | w/o       |

Halbfinale
|          | Ergebnis |           |
| -------- | -------- | --------- |
| SÍ Sumba | w/o      | ØB Øravík |

|             | Gesamt |                  | Hinspiel | Rückspiel |
| ----------- | ------ | ---------------- | -------- | --------- |
| TB Tvøroyri | 5:2    | TGB Trongisvágur | 3:1      | 2:1       |

Finale
|             | Ergebnis |          |
| ----------- | -------- | -------- |
| TB Tvøroyri | 7:0      | SÍ Sumba |

TB Tvøroyri qualifizierte sich für das Finale.

### Halbfinale
|             | Ergebnis |              |
| ----------- | -------- | ------------ |
| TB Tvøroyri | 5:2      | B36 Tórshavn |
| MB Miðvágur | 3:1      | KÍ Klaksvík  |

TB Tvøroyri und MB Miðvágur qualifizierten sich für das Finale.

### Finale

#### 1. Spiel
| Paarung        | TB Tvøroyri – MB Miðvágur |
| Ergebnis       | 2:2 (1:1)                 |
| Datum          | 19. September 1943        |
| Stadt          | Tórshavn                  |
| Schiedsrichter | Niels Juel Arge           |
| Tore           | ?                         |

#### Wiederholungsspiel
| Paarung  | TB Tvøroyri – MB Miðvágur |
| Ergebnis | 1:0 (1:0)                 |
| Datum    | 26. September 1943        |
| Stadt    | Tórshavn                  |
| Tore     | 1:0 ? (114.)              |

Meister 1943 wurde TB Tvøroyri.